# Drüpplingsen
Drüpplingsen ist ein Stadtteil von Iserlohn in Nordrhein-Westfalen. Die Stadt Iserlohn liegt im Nordwesten des Sauerlandes und gehört zum Märkischen Kreis. Ende 2024 hatte Drüpplingsen 935 Einwohner.
Bis Ende 1974 war Drüpplingsen ein Ortsteil der damaligen Gemeinde Hennen im früheren Amt Ergste im Kreis Iserlohn. Am 1. Januar 1975 wurde Drüpplingsen durch das Sauerland/Paderborn-Gesetz zusammen mit der gesamten ehemaligen Gemeinde Hennen ein Teil der Stadt Iserlohn.
Drüpplingsen ist eine Streusiedlung und zieht sich über mehrere Kilometer vom Tal der Ruhr, die dort die nördliche Stadtgrenze Iserlohns bildet, bis hinauf zur Eichelberger Heide.
In Drüpplingsen liegen die Justizvollzugsanstalt Iserlohn und das Museum Historische Kornbrennerei Bimberg.

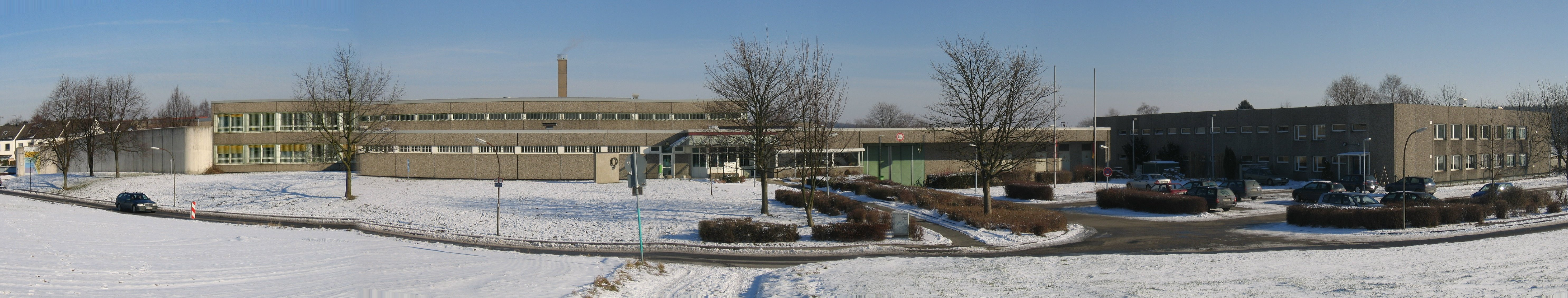
Panorama: Justizvollzugsanstalt Iserlohn